# گیم اینفورمر
گیم اینفورمر(به انگلیسی: Game Informer) (یا به طور مخفف GI) یک ماهنامه اطلاع رسانی بازی‌های رایانه‌ای است که در ایالات متحده منتشر و شامل نقدها، اخبار و راهنمای بازی‌های رایانه‌ای است.و در اوت ۱۹۹۱ شروع به کار کرد، این مجله نزدیک به ۳ میلیون مشترک دارد که از این لحاظ در آمریکا اول است، و در یک چهارم اول سال ۲۰۰۷، بیست و سومین مجله بزرگ آمریکا شناخته شد.مالک و ناشر این مجله شرکت گیم‌استاپ است.